# Joan Mir

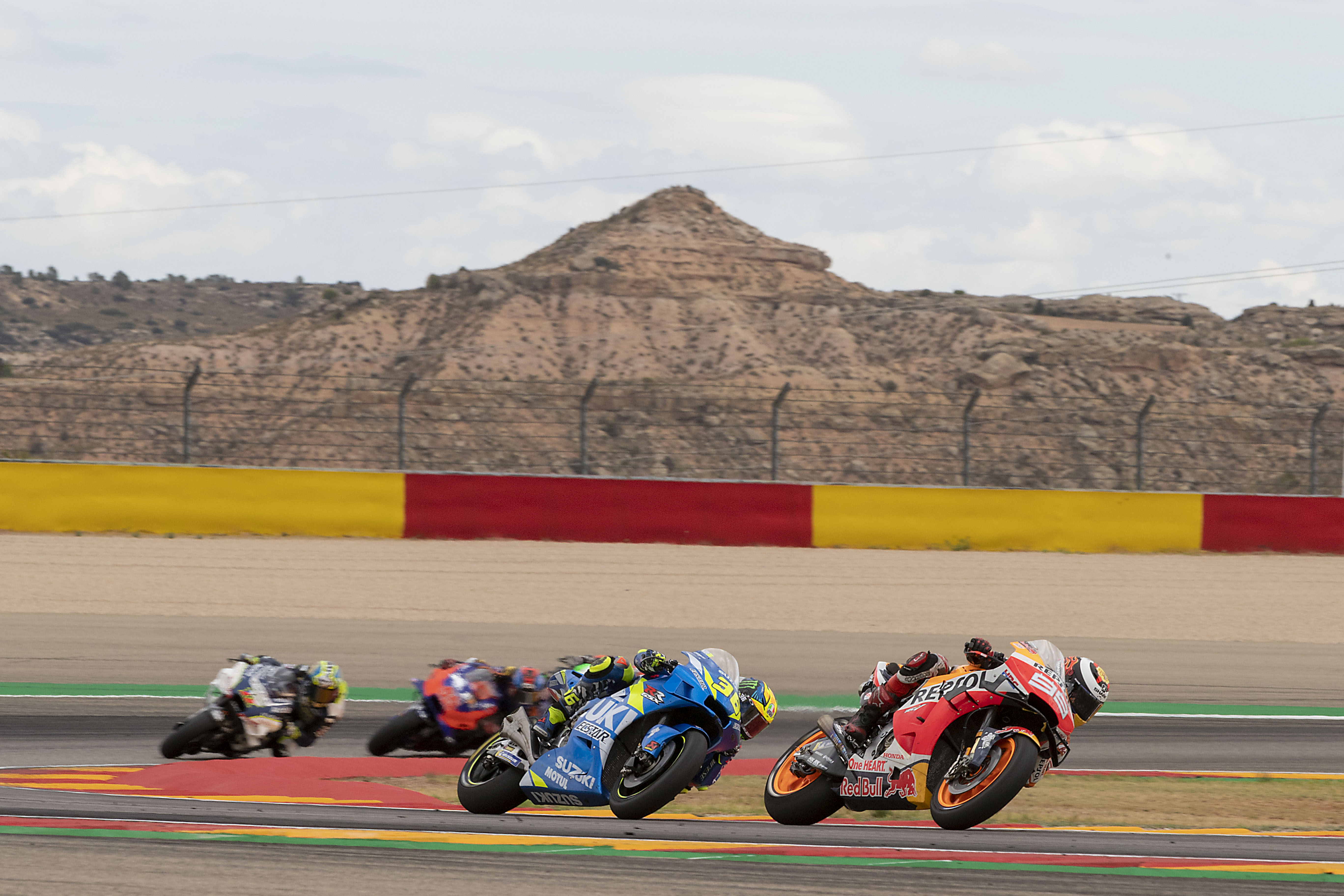
Joan Mir på sin blå Suzuki förföljer Jorge Lorenzo på Honda. Motorland Aragon 2019.

Joan Mir, född 1 september 1997 i Palma de Mallorca, är en spansk roadracingförare som från 2019 tävlar i MotoGP. Han blev världsmästare i MotoGP-klassen säsongen 2020 och i Moto3-klassen säsongen 2017 i världsmästerskapen i Grand Prix Roadracing. Mir har startnummer 36.

## Tävlingskarriär
Mir började köra minimoto och därefter 125 cc. Säsongen 2013 körde han Red Bull Rookies Cup. Han fortsatte där 2014 och kom på andra plats efter Jorge Martin. 2015 körde han juniorvärldsmästerskapen i Moto3 (spanska öppna mästerskapen) och kom på fjärde plats.
Mir gjorde VM-debut 2015 i Moto3 vid Australiens Grand Prix där han hoppade in som ersättare för Hiroki Ono hos Leopard Racing. Till Roadracing-VM 2016 fick Mir kontrakt som förare på en KTM hos Leopard Racing för hela Moto3-säsongen. Han tog sin första seger i Österrikes Grand Prix på Red Bull Ring 14 augusti 2016. Det var också hans första pole position i VM. Vid säsongens slut var Mir femma i VM och även bäste nykomling - rookie of the year.
Till säsongen 2017 bytte Mir och Leopard Racing motorcykel till Honda. Mir vann säsongens två första Grand Prix, Qatar och Argentina, och höll sedan ledningen i världsmästerskapet. En ledning som blev avsevärd genom de tre raka segrarna i Tyskland, Tjeckien och Österrike. Första chansen att säkra världsmästartiteln kom vid Japans GP. Han blev då utan poäng i regnet, men säkrade titeln genom att vinna Australiens Grand Prix.
Roadracing-VM 2018 körde Mir i Moto2-klassen för på en Kalex för stallet EG 0,0 Marc VDS. Han tog fyra pallplatser och slutade sexa i VM samt blev bäste nykomling. Mir tackade ja till ett erbjudande om fabrikskontrakt för Suzuki Ecstar i MotoGP från säsongen 2019.

### MotoGP
Mirs debutsäsong i MotoGP var lovande med en lång rad topp tio placeringar, med en femteplats som bästa resultat. Han fick avstå två Grand Prix på grund av skada han ådrog sig vid ett test på Automotodrom Brno. Mir kom på 12.e plats i VM.
Roadracing-VM 2020, som kortades på grund av covid-19, började inte så bra för Mir med två krascher och en femteplats innan han tog en andraplats i Österrikes Grand Prix. Mir fortsatte sedan att rada upp pallplatser och tog över VM-ledningen efter Aragoniens Grand Prix. Mirs första seger kom 8 november i Europas Grand Prix på Circuito Ricardo Tormo. Eftersom huvudkonkurrenterna samtidigt misslyckades skaffade sig Mir en stor ledning med två Grand Prix kvar. Det räckte med en sjundeeplats i Valencias Grand Prix för att säkra VM-segern med ett race kvar.

### VM-säsonger
| Säsong | Klass  | VM- plac. | Poäng | 1/2/3- plac. | Starter | Motorcykel | Team            | Startnr |
| ------ | ------ | --------- | ----- | ------------ | ------- | ---------- | --------------- | ------- |
| 2015   | Moto3  |           | 0     | - / - / -    | 1       | Honda      | Leopard Racing  | 36      |
| 2016   | Moto3  | 5         | 144   | 1 / 1 / 1    | 18      | KTM        | Leopard Racing  | 36      |
| 2017   | Moto3  | 1         | 341   | 10 / 2 / 1   | 18      | Honda      | Leopard Racing  | 36      |
| 2018   | Moto2  | 6         | 155   | - / 2 / 2    | 18      | Kalex      | EG 0,0 Marc VDS | 36      |
| 2019   | MotoGP | 12        | 92    | - / - / -    | 17      | Suzuki     | Suzuki Ecstar   | 36      |
| 2020   | MotoGP | 1         |       |              |         | Suzuki     | Suzuki Ecstar   | 36      |

## Framskjutna placeringar
Uppdaterad till 2021-06-12.
| Nr | Grand Prix | År   |
| -- | ---------- | ---- |
| 1  | Europa     | 2020 |

| Nr | Grand Prix     | År   |
| -- | -------------- | ---- |
| 1  | Österrike      | 2020 |
| 2  | Emilia-Romagna | 2020 |
| 3  | Katalonien     | 2020 |

| Nr | Grand Prix | År   |
| -- | ---------- | ---- |
| 1  | San Marino | 2020 |
| 2  | Aragonien  | 2020 |
| 3  | Teruel     | 2020 |
| 4  | Portugal   | 2021 |
| 5  | Italien    | 2021 |

| Nr | Grand Prix | År   |
| -- | ---------- | ---- |
| 1  | Tyskland   | 2018 |
| 2  | Australien | 2018 |

| Nr | Grand Prix | År   |
| -- | ---------- | ---- |
| 1  | Frankrike  | 2018 |
| 2  | Italien    | 2018 |

| Nr | Grand Prix | År   |
| -- | ---------- | ---- |
| 1  | Österrike  | 2016 |
| 2  | Qatar      | 2017 |
| 3  | Argentina  | 2017 |
| 4  | Katalonien | 2017 |
| 5  | Tyskland   | 2017 |
| 6  | Tjeckien   | 2017 |
| 7  | Österrike  | 2017 |
| 8  | Aragonien  | 2017 |
| 9  | Australien | 2017 |
| 10 | Malaysia   | 2017 |

| Nr | Grand Prix | År   |
| -- | ---------- | ---- |
| 1  | Valencia   | 2016 |
| 2  | San Marino | 2017 |
| 3  | Valencia   | 2017 |

| Nr | Grand Prix | År   |
| -- | ---------- | ---- |
| 1  | San Marino | 2016 |